# گوسن ویل، ولدوآز
شهر گوسن ویل، ولدوآز (به فرانسوی: Goussainville, Val-d'Oise) در شهرستان ولدوآز در ناحیه ایل-دو-فرانس با جمعیت ۳۰٬۱۴۲ نفر در کشور فرانسه واقع شده‌است